# الله يتكلم (مهير بابا)
الله يتكلم، موضوع الخلق والغرض منه ((بالإنكليزية: God Speaks, The Theme of Creation and Its Purpose) (ردمك 978-0-915828-02-9) هو الكتاب الرئيسي لمهير بابا، والنص الديني الأكثر أهمية التي يستخدمها أتباعه. ويتناول مفاهيم مهير بابا لعملية الخلق والغرض منها، وقد ظل مطبوعًا بشكل مستمر منذ عام 1955.

## نظرة عامة

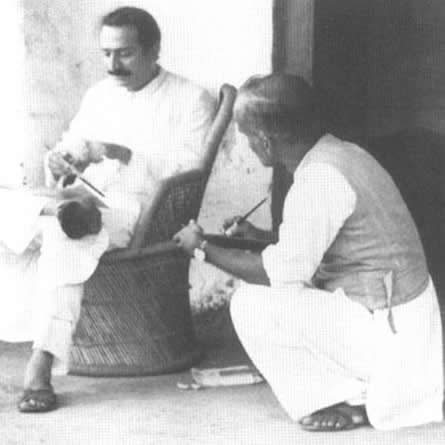
مهير بابا يملي على أحد مريديه نصا

«الله يتكلم» هو أهم كتب مهر بابا المنشورة وأكثرها تعقيدا وهو عمله الوحيد المنشور ككتاب. لا تعتبر أعماله الأخرى التي ألفها، مثلالخطابات والإنصات ، ككتب، بل هي مجموعات من المقالات والرسائل.
أعلن مهر بابا بأنه «لم يأت إلى الحياة ليعلم، ولكن للإيقاظ»،  ولم يعتبر أن التفكر هو المسار إلى الكمال، في كتابه الله يتكلم يغوص ماهر بابا عميقا في موضوع الميتافيزيقيا أكثر من أي المعلمين الروحانيين الهنود الآخرين. إن تفسيرات مهير بابا «لإبداع الكون وغرضه وتطوره قد تكون الأكثر وضوحًا على الإطلاق». وقال والتر إيفانز-فينتز: «لا يوجد معلم آخر في عصرنا أو في أي وقت مضى معروف قام بتحليل الوعي بدقة للغاية مثل ماهر بابا في الله يتكلم».
يتبع كتاب الله يتكلّم نهجًا غير ثنائي في شرح الكون وغرضه، ويوضح المصطلحات بدقة، حيث يأخذ القارئ في رحلة روحية للأتمانة (الروح) من خلال تطوره المتخيّل، والتناسخ، ومنثم الاندماج، إلى هدفه، إلى أصله الذي هو الباراماتما (أكثر من الروح). تنتهي الرحلة بكونها واحدة من اللاوعي اللاإلهي («ما وراء مرحلة الله») إلى الله الواعي («ما وراء حالة الله»). بحسب كوهين فإن بابا يشرح: «في التفاصيل الدقيقة، يشرح لنا أن الكون هو الساحة التي يصبح فيها الوجود اللامحدود، مع تحديد الروح المحدودة على ما يبدو، أكثر وعيًا بشكل أكبر بوحدته مع نفسه كالروح الزائدة».

## ولادة الوعي
بحسب «الله يتكلم» حول تطور الوعي يقول أن الروح تبداء بحالة اللاوعي اللانهائية الهادئة والساكنة. يسمي مهير هذه الحالة «بارابتار باراماتما» (بالسنسكريتية وتعني: الأبدية التي هي ما وراء ما بعد حالة الله) وفي هذه الحالة، لا تعي النفس أي شيء حتى نفسها ولا حتى في أي من خواصها اللامتناهية. بينما في داخلها خصائص غير متمايزة وغير معرفة عن كل شيء. وهي، كما يقول مهير، أن حالة الصمت الإلهي هي نفس حالة وعينا خلال نومنا العميق. ولخص بوردوم هذه الفكرة بجملة تقول «في البداية التي هي لا بداية، في ما بعد المابعد، كان الله في حالة النوم العميق».
ويضيف مهيرا في كتابه أنه في كل شيء لم يكن يوجد أي شيء. وفي داخل هذه الحالة توجد غبة دفينة غير معرفة وهي الرغبة الأولى والتي يمكن بوصفها أنها السؤال: «من أنا؟». وهذه الرغبة الأولي في لحظة معينة لكن غير محدودة هي نقطة «الأُوم» وهي «نقطة الخلق». ومن خلال هذه النقطة، يبداء ظهور اللاشيء كخيال لكل شيء وهذا اللاشيء يبداء بالتمدد اللانهائي. وبالتزامن مع انطلاق هذه النقطة، تختبر الروح، بسبب صدمة عظيمة، ملاحظة نفسها وتربطها بتصور اللاشيء. ومن هنا، تبداء أول عملية انفصال خادعة في عالم اللاتميز. وبما أن الروح غير واعية لوجودها، تعرف نفسها بالخيال الظاهر من خلال هذه الانطباعات الأولى، وبالتالي تطلق أوهام الثنائية.
ولتبسيط الفكرة، يستعمل مهير تشبيه قطرة الماء والمحيط. فالقطرة في المحيط هي المحيط نفسه لأنه لا يمكن تمييز القطرة عن المحيط. فإذا فصلنا نقطة ماء من المحيط ليراها، فإنه سيصف نفسه بحسب ما يراه في هذه القطرة المحدودة والصغيرة بينما هو محيط واسع وضخم. فالقطرة هي الروح ولحظة انفصالها تمثل انفصال الروح في لحظة الرغبة الأولى.

## تطور الوعي

### التطور
وبحسب مهير بابا، أول شكل يأخذه وعي الروح المنفصلة هو الغازات السبعة (والسابعه هي غاز الهيدروجين). وهذه الغازات هي حالات تجريدية لا يستطيع العقل تصورها. لذلك ربطها بسبعة حالات عالمية. أول هذه الحالات هي حالة الجماد حيت يدرك الوعي خصائص العالم الجامد. فعندما يختبر عالمه من خلال الحجر، يربط نفسه بالحجارة. وعندما يختبر كل حالات الحجر، ينقل وعيه لاختبار نوع أخر من الجماد مثل المعادن، وهكذا دواليك من خلال قوانين التطور. ويقول عن سبع عوالم يجب ان تمر بها الروح في تنقلها التطوري وهذه العوالم (أو المستويات) هي: الحجر، المعادن، النبات، الديدان (بما فيهم الحشرات والزواحف والبرمائيات)، الطيور، الحيوان وبالنهاية الإنسان.
ويستعمل مهير بابا تصوير هندسي لحالات التطور. ففمرحلة الحجر والمواد، يكون الرعي راقدا منغلقا على نفسه من دون حراك طوعي.في مرحلة النبات يكون الوعي متحركا إلى الأعلى فقط وذلك بحسب التربة والعوامل الخارجية التي يعيش فيها ليحافظ على وقوفه العامودي وليتحرك بارادته في جميع الإتجاهات. وفي مرحلة السمك، يجزم الوعي بقدرته على التحرك الأفقي في الماء. في مرحلة الطيور، يؤكد الوعي بقدرته على التحرك الإرادي في جميع الإتجاهات. في حالة الحيوانات، يؤكد الوعي بقدرته على الوقوف وبالحصول على قدرات أعلى. وفي المرحلة الإنسانية يؤكد الوعي أنه تطور بشكل كامل وعلى قدرته بالعمل بشكل تام بوضعية الوقوف.
وليس هناك أي دلائل أن مهير بابا كان على علم بنظريات داروين في النشؤ. لكن يلاحظ أن هناك تشابه بين النظريتين، داروين في العلوم البيولوجية، وبابا في تطور الوعي. وبشكل عام، لم يتطرق بابا إلى الحديث عن أي من العلوم الطبيعية.
وخلال هذه العملية، وفي كل مره يربط الوعي بشكل معين، يحاول تجميع المعلومات والخبرة المتعلقة بذلك الشكل وهكذا يشكل مجموعة من الانطباعات المتعلقة بذلك الشكل وعندما يحصل على كل المعرفة المتعلقة بذلك الشكل، ينتقل إلى شكل متطور حالملا معه تراكمات الانطباعات. ويتاب هكذا حتى إذا وصل إلى الشكل الإنساني، يكون الوعي قد تطور بشكل كامل. لكن تراكمات الانطباعات تحد من قدرته على التطور أكثر وهو بحاجة لاستكشاف نوع جديد من الخبرات. وبالرغم من أن الروح لم يعد بحاجة إلى استكشاف اشكال جديدة، عليه أن يستعمل الوعي لاستكشاف ذاته. وليحقق ذلك، على الوعي أن يعيد اكتشاف الحياة عدة مرات حتى يتخلص من الانطباعات التي اكتسبتها.

## تناسخ الأرواح
خلال عمليات تطور الوعي، يكون الوعي يعمل على تطوير ناحيتين من خصائصه، الآولى هو تطوير الشكل الفيزيائي الخارجي (يسميها شارير). والثاني هو تطوير القدرات الإدراكية العقلية الداخلية والتي تحدث بشكل لاواعي (يسميها بران ومانا). وهي تماثل لعالم الطاقة (برانا). ويذكر في الكتاب مستوى «نفخة الله» وهو المستوى الذي يستطيع به إعطاء طاقة الحياة. فالعالم العقلي يرمز إلى الغرائز والأحاسيس والأفكار والشهوات. وفي مرحلة الإنسان، يقوم الروح بالعمل المترابط بين الشكل الفيزيائي والوعي التفكيزي بشكل لا واعي للإنسان ليحقق الخبرات المطلوبة للتغلب على الانطباعات المخزونة وبالتالي النتقال إلى مرحلة جديدة من الوعي.
وبعد الممات، يبقى الوعي يعمل على الانطباعات المادية والعقلية المخزونة حتى يجد جسد إنسان يساعده غلى خبرة حياة جديدة تنقله إلى مستوى أعلى عن طريق ولادة جديدة. وبين فترة الممات والولادة الجديدة، يعيش الروح في مرحلة دراسة تراكمات الانطباعات الصالح منها والطالح وبالتالي، تختبر الروح حالة الجنة (إن كانت تراكماتها أخلاقية أو جيدة) أو تختبر جهنم (إن كانت تراكماتها سيئة أو عاطلة). وعندما تتلاشي كل الانطباعات، تمر الروح بفترة من الهدؤ ثم تبحث عن جسد جديد لتحل به وتبداء ولادة جديدة. تسمى عملية حلول الروح بالجسد مرات عديدة بالتقمص أو التناسخ الروحي.
مفهوم مهيري بابا عن التقمص يلا يتوافق مع مفهوم انتقال الأرواح عند الثيوصوفيين وبعض الباطنيين. فبالنسبة له، الروح لا تنتقل لأنها جزء من الروح الكلية الأبدي. فبمفهومه، التقمص هي عملية ربط ماهية الروح في جسد وفك ارتباطها بالجسد. بمعنى أخر، هي العملية اللإرادية في ربط وفك ارتباط الوعي على فترات.
من خلال عمليات التقمص، يحاول الوعي التخلص من الانطباعات المتراكمة. في محاولتها التخلص ما الانطباعات السابقة تقع في ورطة خلق انطباعات جديدة من الخبرة التي تمر بها في الحياة الجديدة. ولهذا، يجد الوعي ضرورة اختبار الحياة البشرية عدة مرات وبأشكال مختلفة مثل، رجل، امرأة، طفل، شيخوخة جميل وبشع، أبيض أو أسمر وفي أماكن مختلفة واتباع ديانات مختلفة وإلى ما هنالك. وهذا بتطلب العديد من الموت وإعادة الحياة. وعندما يمو الوعي بكل الاختبارات البشرية، يبداء عملية فك ارتباطها بالعالم الحسي المادي لتبداء إدراك العالم الفكري.

## إتقان الوعي

### الانبثاق
عندما تبداء الانطباعات من العالم البدائي تضمحل، يبداء الوعي بتوجيه عنايته بعيدا عن العالم الخارجي المادي ويبداء بالتركيز على الوعي الداخلي وتنطلق عملية الانبثاق، أي رحلة الإستكشاف الداخلية. وببطء تتحول انطباعات العالم المادي المضمحلة إلى عوامل ليختبر الروح الانطباعات بصيرية. وعندما تضمحل الانطباعات البصيرية، يتحول الروح إلى استكشاف الانطباعات العقلية. وخلال هذا التحول، يتابع الروح التعامل مع العالم المادي من خلال الحواس وا الأكل والنم والحركة. لكن، في هذه المرحلة، لا يعود الروح متشابك مع العالم المادي وبالنهاية يخف التشابك مع العالم البصيري. وبالنهاية، عندما تضمحل الانطباعات العقلية، يتحرر الوعي من الارتباطات مع الوهم ويبداء التعامل مع الروح مباشرة. وتسمى عملية الانبثاق هذه بـ«درب الروحانية». وخلال هذه الرحلة، يمر الروح الواعية بستة محطات أو مستويات، ثم في المرحلة السابعة يتحرر من كل الأوهام.
المحطات الثلاث الأولى تقع في عالم المادي المحسوس. الحطة الرابعه هي مرحلة انتقالية بين العالم المادي والعالم البصيري. بينما المحطتين الخامسة والسادي تتبع العالم العقلي.
في المحطة الأولى، يبداء الروح في تجربة العالم العقلي من خلال حواسها المادية والعقلية. فيبدأو بسماع أصوات ويشموا روائح بصيرية مختلفة عما اعتادوا عليه في العالم المادي. وبالنهاية، يبداء اختبار الجسد البصيري المختلف عن الجسد المادي. وهنا يصل الروح إلى حافة المحطة الثانية.
في المرحلة الثانية، يكتشف الروح عملية القيام بالمعجزات البسيطة من حريك الأشياء أو ملء الآبار بالمياه. وتنمو هذه المقدرات ليصل إلى المحطة الثالثة.
في المحطة الثالثة، يدرك الروح مرحلة اختبار الطاقة اللانهائية ويكتشف طاقة القيام بالعجائب مثل تبصير الأعمى وشفاء المرض.
في الحطة الرابعة، يكتشف الروح أنه في حالة جديدة فريدة. فهو قد استوعب امكانيات الطاقة اللانهائية وطوعها لمشيئته وبنفس الوقت أدرك العالم العقلي. وفي هذه اللحظة، يصبح للروح رغبة قوية في استخدام هذه القدرات الهائلة. وهنا، يواجه الروح أكبر تحدياته. فإذا تم سؤ استخدام هذه القدرات، ينحل الإدراك كليا وبالتالي على الروح إعادة كل التجربة السابقة بداء من مرحلة الحجر. وإذا لم يستفد من هذه المرحلة، يعود إلى محطة سابقة في الرحلة الداخلية. أما إذا استخدم هذه القدرات من دون أي دوافع أنانية في منفعة روحية للأخرين، فيتقدم إلى المحطة التالية لاستمكال التجربة الروحية. كما يمكن أن ينطلق إلى المحطة النهائية مباشرة. وفي الحالات التي تختبر الإدراك هذه المحطة بشكل طبيعي، تنتقل إلى المحطة الخامسة.
في المحطة الخامسة، والتي تسمى عالم العقل السفلي، يتم اكتشاف واستعمال القرات العقلية مثل التفكر والبحث وتعمل كفكر بشكل عام. ويسمح الإدراك في هذه المحطة للفرد في خلق الأفكار والتحكم بالتفكير (لكن ليس بالعقل) في عالمي المادة والبصيرة. بالرغم من عدم قدرة الروح من التحكم برغباته ومشاعره، إلا أن محمي في هذه المحطة بالقيام بأي سؤ استخدام لقدراته وبنفس الوقت، لا يعود مدركا لعالمي المادة والبصيرة كما لا يمكنه القيام بالمعجزات. وبالتوغل في عملية الانبعاث، يدخل الروح المحطة السادسة والتي تسمى عالم العقل الأعلى.
في المحطة السادسة، وهنا يتخطى الرح مرحلة التفكير ويدرك المشاعر فقط. وهنا، يرى الروح الله وجها لوجه في كل شيء وفي كل مكان إلا أنه لا يرى الله نفسه. ويصل الروح إلى مرحلة السيطرة التامة على مشاعره ورغباته وشعوره ولكن لا يسيطر على فؤاده. وهنا، يبلغ شعور ملاقات الله والاتحاد به من مرحلة جياشة قوية. لكن يعجز الروح عن تحقيق هذا الاتحاد إلا بمساعدة بركة معلم فاضل، أو سادجورو. وهكذا، تكون المحطتين الخامسة والسادسة محطة حب مطلق لألله.

### حالات الوعي الإلهي
عندما يصل الروح إلى مستوى الإدراك الذاتي، يندج مع الله في واحدة من ثلاثة حالات منفصلة:
1. التمتع بالمعرفة والقدرات اللامتناهية والنعيم الإلاهي من دون استغلالها وذلك بعدم ادراكه لمحسوسياته.
2. التمتع بالمعرفة والقدرات اللامتناهية والنعيم الإلاهي بنفس الوقت ادراك الذات وظل الله (عوالم المادية والبصيرية والعقلية) ومن دون استعمالها مع مع الأرواح الأخرى الذين يكون إدراكها ما زال في ضمن الانطباعات.
3. هذه الحالة هي نفسها الحالة الثانية بالإضافة إلى القدرة على مساعدة الأرواح الأخرى في النتقال من العالم المادي إلى العالم البصيري.

هذه الحالات الثلاث هي حالات أبدية للروح التي تغلبت على كل الأوهام، لكنها من وجهة نطرها ما زالت قابعة في الأوهام. فبإدراكها، وصلت لأله، لكن للعالم المادي الخارجي تبدو في حالة غيبوبة إلهية غريبة من منظار العالم المادي حتى تغادر جسدها (أي يموت الجسد). تبقى بعض الأرواح في غيبوبة إلهية لفترة طويلة حتى يطلق يساعدهم أحد المعلمون الأفاضل في العودة إلى إدراك الوهم. أي العودة إلى الحالة الثانية. وهنا، يقال أن الروح بدأت الرحلة الثانية. في هذه الحالة، يصبحون ثابتون في الله، أو أنهم هو الله. في الصوفية، تسمى هذه الحالة "البقاء". وبحسب مهير بابا، هناك دائما 5 أفراد في حياتنا المادية الذين وصلوا إلى هذه حالة بالحياة في الله وهؤلاء هم من يسميهم المعلمون الأفاضل. ويسمي هذه الحالة "حالة الإنسان-الإله". وكما يسميهم الصوفيون بالـ"قطبية". وهؤلاء الأقطاب الخمسة، أي المعلمون الأفاضل الخمسة"، يستطيعون استخدام القدرات الإلهية التي وصلوا إليها، مثل المقدرة والمعرفة والطاقة اللامتناهية، على مساعدة الأخرين في متابعة دربهم الروحانيات، وحتى ما بعد ذلك. وعدم يتخلص أحد العلماء الخمسة عن جسده، يقال أنه "تابع دربه كاألله". وبالإضافة لهؤلاء المعلمون، هناك ما يسمى الأفاتار الذي هو حالة نزول الله نفسه إلى العالم بجسد إنسان ليساعد في رفع المستوى الروحي للإنسان وكل الخليقة.

## طبعات الكتاب
| الطبعة الأولى (1955) | الطبعة الثانية (1973) | طبعة 1997       |
| -------------------- | --------------------- | --------------- |
| أول طبعة: 1955       | أول طبعة: 1973        | أول طبعة: 1997  |
| ثاني طبعة: 1967      | ثاني طبعة: 1975       | ثاني طبعة: 2010 |
| ثالث طبعة: 1968      |                       |                 |
| رابع طبعة: 1970      |                       |                 |

وهناك كتب نشرت في الهند طبعت من قبل دار نشر مهير منافاني عام 2001.

## روابط خارجية
- مكتبة الثقة على الانترنت

1. ↑  مجلة تايم، 1 يوليو 1966، ألان كوهين، روبرت درايفوس وفريدريك تشابمان - "في كتابه الأكثر أهمية ، يتحدث الله ، (نشر عام 1955 ، من قبل دود ، ميد) الخطوط العريضة للخارجية بين الوعي الحقيقي و ظلال متعددة الالوان ... "
2. ↑  كينيث لوكس. The Love Street Lamppost ، يوليو / أكتوبر 2005
3. ↑  الرسالة الشاملة ، متوفرة اعتبارًا من 2017 على www.avatarmeherbaba.org/erics/univmsg.html
4. 1 2  إتقان الوعي، ألان ي. كوهين، ، هاربر ورو، نيويورك ، 1977 ، ص. 21
5. ↑  والتر إيفانس-وينتز (Evans-Wentz، Walter() The Uniqueness and Paramount Value of God Speak (تميز وأهمية كتاب "الله يتكلم") 1955. مراجعة للكتاب.
6. ↑  Purdom, Charles, The God-Man: The Life, Journeys & Work of Meher Baba with an Interpretation of His Silence & Spiritual Teaching (الله الرجل: حياة ورحلة وأعمال مهير بابا مع تفسير لصمته.), George Allen & Unwin, لندن, 1964. ص. 322
7. ↑  God Speaks, The Theme of Creation and Its Purpose (الله يتكلم. موضوع الخلق وأهدافه), by Meher Baba, Dodd Mead, الطبعة الثانية, 1975. صفحات: 9-12.
8. ↑  Purdom, Charles, The God-Man: The Life, Journeys & Work of Meher Baba with an Interpretation of His Silence & Spiritual Teaching, George Allen & Unwin, London, 1964. p. 310
9. ↑  God Speaks, The Theme of Creation and Its Purpose, by Meher Baba, Dodd Mead, 1955, 2nd Ed., 1975. p. 77
10. ↑  God Speaks, The Theme of Creation and Its Purpose, by Meher Baba, Dodd Mead, 1955, 2nd Ed., 1975. p. 28-30
11. ↑  أعطى مهير بعض التصريحات حول العلاقة بين الطرق العلمية والماورائيات. من الأمثلة قوله أن "الإختلافات بين العلوم والدين تنبع من عدم تقدير لأساليب الطريقتين". (كتاب الخطابات، الطبعة السادسة، المجلد الأول، ص. 140). و"بطبيعة الحال، يرفض العلماء الطبيعيون الطروحات الروحانية حول التطور الكوني لأنه لا يمكن إثبات هذه الطروحات بالطرقات المقبولة من قبل العلماء. (كتاب اللورد ميهير، طبعة 1986، المجلد 15، ص. 5197.)
12. ↑  God Speaks, The Theme of Creation and Its Purpose, by Meher Baba, Dodd Mead, 1955, 2nd Ed., 1975. pp. 12-33.
13. ↑  God Speaks, The Theme of Creation and Its Purpose, by Meher Baba, Dodd Mead, 1955, 2nd Ed., 1975. pp. 34-43.
14. ↑  God Speaks, The Theme of Creation and Its Purpose, by Meher Baba, Dodd Mead, 1955, 2nd Ed., 1975. p. 159.